# 釜石はまゆり飲食店街

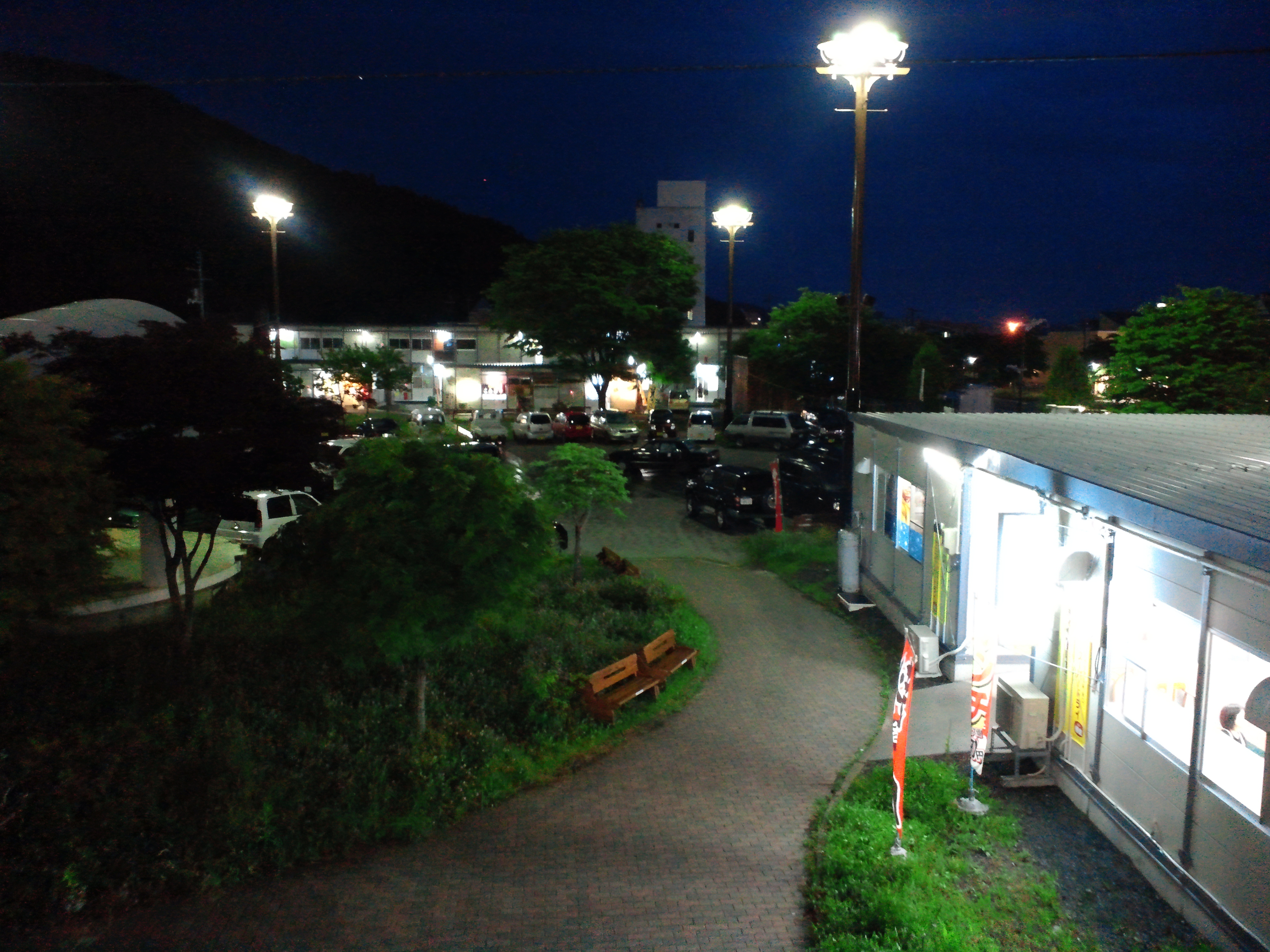

釜石はまゆり飲食店街（かまいしはまゆりいんしょくてんがい）は、2018年まで営業していた計48区画の被災地最大規模で入居を飲食店のみに特化した仮設店舗。
東日本大震災で被災した釜石市内の飲食店の復興を目的に中小企業基盤整備機構によって岩手県釜石市鈴子町に2011年に建設された。
そのうち15区画は釜石市の観光名所だった釜石呑兵衛横丁の被災店舗が入居。
略称は「鈴子仮設」「釜石はまゆり飲食店会」。

## 組織
《会長》山崎健　任期：2011年12月15日～2018年3月31日　店舗：A棟205号「BarLINK」
《副会長》菊池悠子　任期：2011年12月15日～2018年3月31日　店舗：B棟115号「お恵」※釜石呑兵衛横丁